# 格氏试剂
格氏试剂，又称格林尼亚试剂，是指烃基卤化镁（R-MgX）一类有机金属化合物，是一种很好的亲核试剂。在有机合成和有機金屬化學中有重要用途。此类化合物的发现者法国化学家维克多·格林尼亚（François Auguste Victor Grignard）因此而获得1912年诺贝尔化学奖。

## 制备
格氏试剂一般由卤代烷与金属镁（为了增大表面积，一般为细丝或粉末）在无水乙醚或四氢呋喃（THF）中反应制得。在乙醚中，格氏试剂形成有两个分子乙醚构成的錯合物。乙醚可用100℃加热后减压蒸馏的方式除去，得到的格氏试剂可溶于石油醚、苯、或二甲苯溶剂中使用。高温合成时可用丁醚或戊醚代替乙醚。在四氢呋喃中，由于氧更显露，更容易形成錯合物，许多不活泼的卤代烃也可发生反应。由於格氏试剂极为活泼，遇水即水解，遇羰基化合物即加成，因此在反应时，反应器皿中不能有水，也不能有二氧化碳。在封闭状态下格氏试剂溶液很稳定，可以制成商品出售。
由于碘代烷价格较高，一般用溴代烷合成。但由于氯、溴甲烷均为气体，使用不便，一般使用碘甲烷合成碘化甲基镁（CH3MgI）。乙烯型卤代烃要在四氢呋喃中方能形成格氏试剂。而氯代芳烃的形成除THF外，还须控制温度与压力。烯丙型及苯甲基型格氏试剂，合成后会与尚未反应的卤代烃发生偶合，因而需要严格控制温度。
格氏试剂的制备如果较难引发，可以加一小粒碘引发，碘切不可加多，否則会有较多副产物出现。

## 理論
由于镁原子直接和碳链相连，极化作用的结果是使邻近镁原子的那个碳原子呈负电性，使得这根C-Mg键极具反应活性。为了保证格氏试剂不发生其他反应，反应一般在醚类溶剂里进行，常用的有乙醚或四氢呋喃。格氏试剂实现了由碳正向碳负的转化，具有重要的意义。

## 反应
格式试剂在有机合成中能起三种不同的功能。
一个是亲核试剂，这是最常见的功能；第二是作为碱使用，普通烷基卤化镁能产生相当于pka30左右的碱性，常常作为一种易得的强碱使用，常作为醯胺拔氢用碱；第三个功能是作为还原剂，这个功能的存在会造成副反应增多，产率下降（指在羰基加成反应裡）。

### 与具有极性的双键反应
格氏试剂可与具有极性的双键发生加成。如格氏试剂与羰基发生加成常用于接长碳链或合成醇类化合物，是有机合成的重要反应。它是通过与羰基化合物（醛、酮、酯）进行亲核加成反应实现的，这种反应又称做格林尼亚反应。以丙酮的格林尼亚反应为例，机理如下：
选择不同的反应物可以得到不同的醇，如：
注意氧原子连的镁卤基团只有经水解才能脱去。
实际上，研发这种试剂的初衷是找一种通过取代反应接长碳链的物质，然而反应速度很慢。后来它在加成反应上的作用被发现，它才被广泛使用。
格氏试剂也可与RC≡N等发生加成：
R'C≡N + RMgX → R'(C=N)R

### 与活泼氢的反应
格氏试剂与活泼氢的反应是制备烷烃的方法之一：
RMgX + H2O → RH + Mg(OH)X
RMgX + R'OH → RH + R'OMgX
RMgX + R'COOH → RH + R'COOMgX
RMgX + NH3 → RH + NH2MgX
RMgX + R'NH2 → RH + R'NHMgX
RMgX + R'C≡CH → RH + R'C≡CMgX

### 与卤代烃作用
格氏试剂与卤代烷作用可发生偶合作用生成烃：
H2C=CH–CH2Cl + H2C=CH–CH2MgCl → H2C=CH–CH2–CH2–CH=CH2 + MgCl2
这是合成末端烯烃的一种方法。

### 与金属卤化物反应
格氏试剂的烃基可取代部分金属卤化物的卤原子，生成其它有机金属化合物：
CdCl2 + 2RMgX → R2Cd + 2MgClX
AlCl3 + 3RMgX → R3Al + 3MgClX
有机镉化物可用于合成酮，烷基铝是烯烃加氢聚合的催化剂之一。

### 其他反应
格氏试剂可以和硫、硒、碲反应：
RMgX + S（或Se、Te） → RSMgX

## 实验：制作格氏试剂并与羰基化合物反应

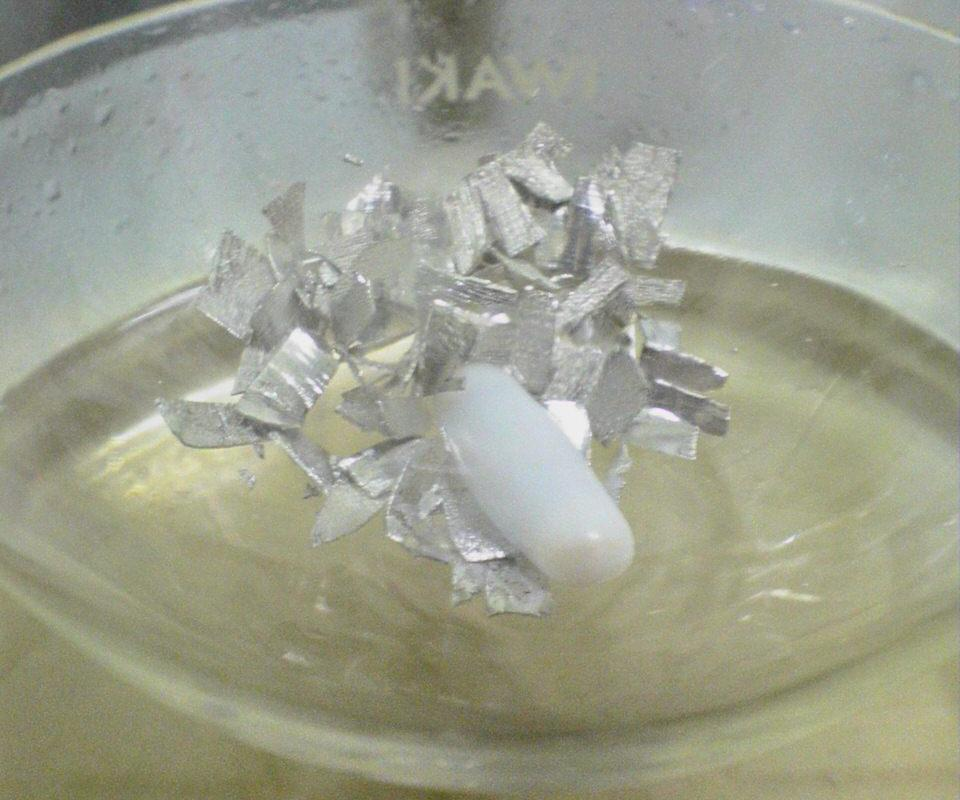
将镁屑置于烧瓶之中
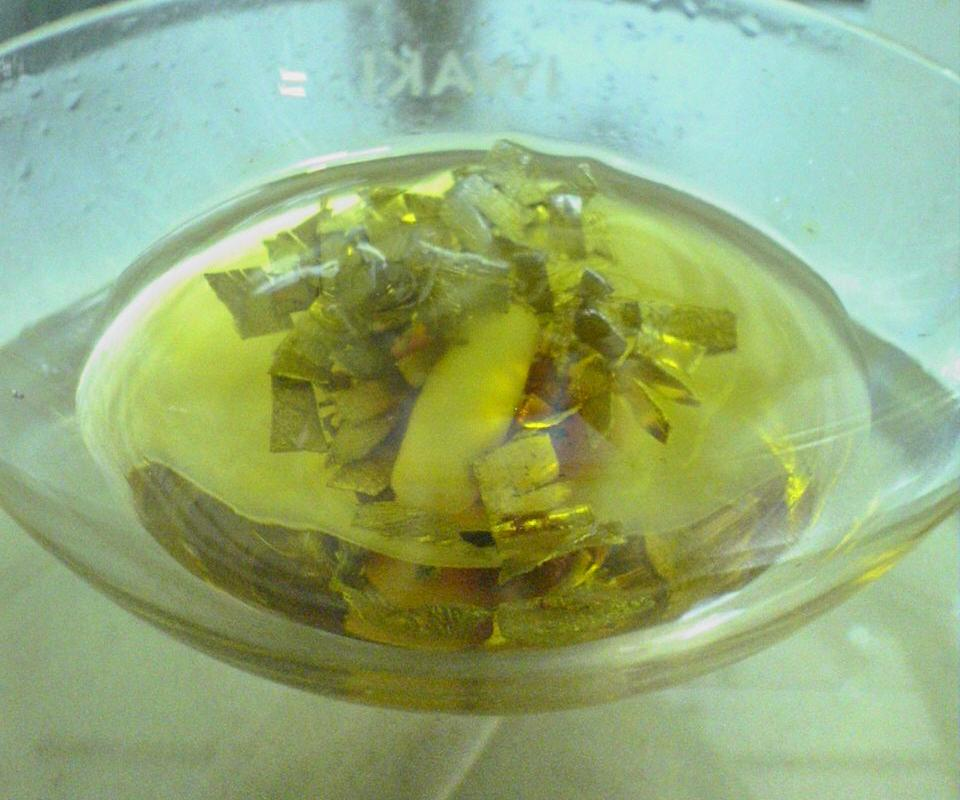
加入四氢呋喃以及少量碘单质
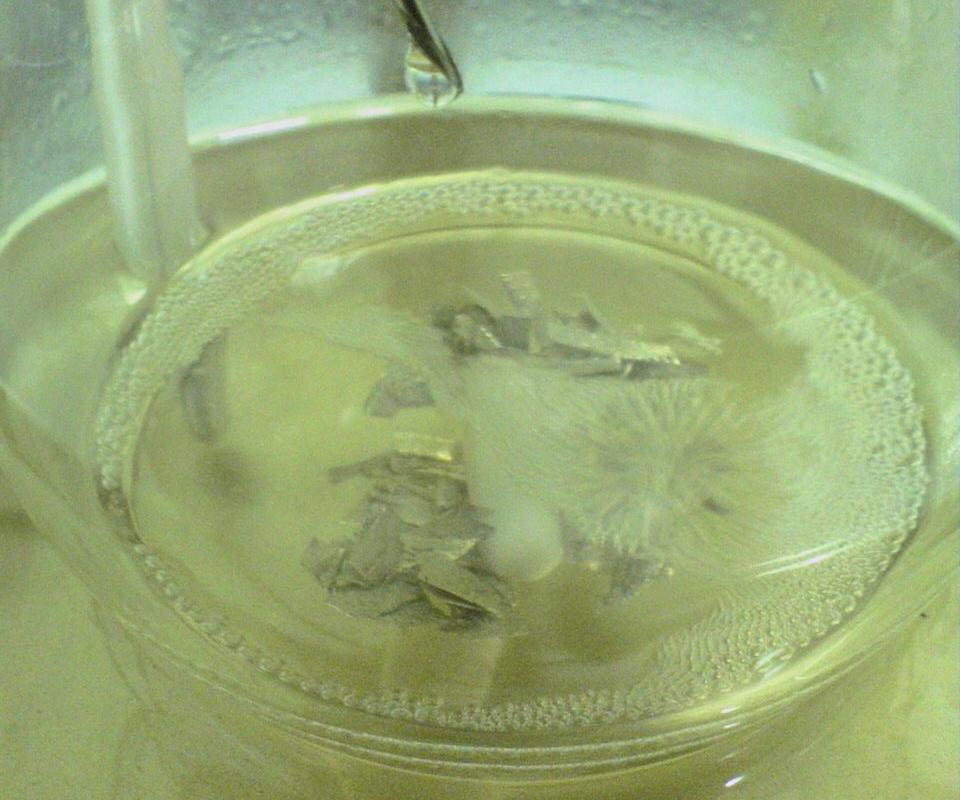
在加热过程之中滴加溴代烷烃溶液
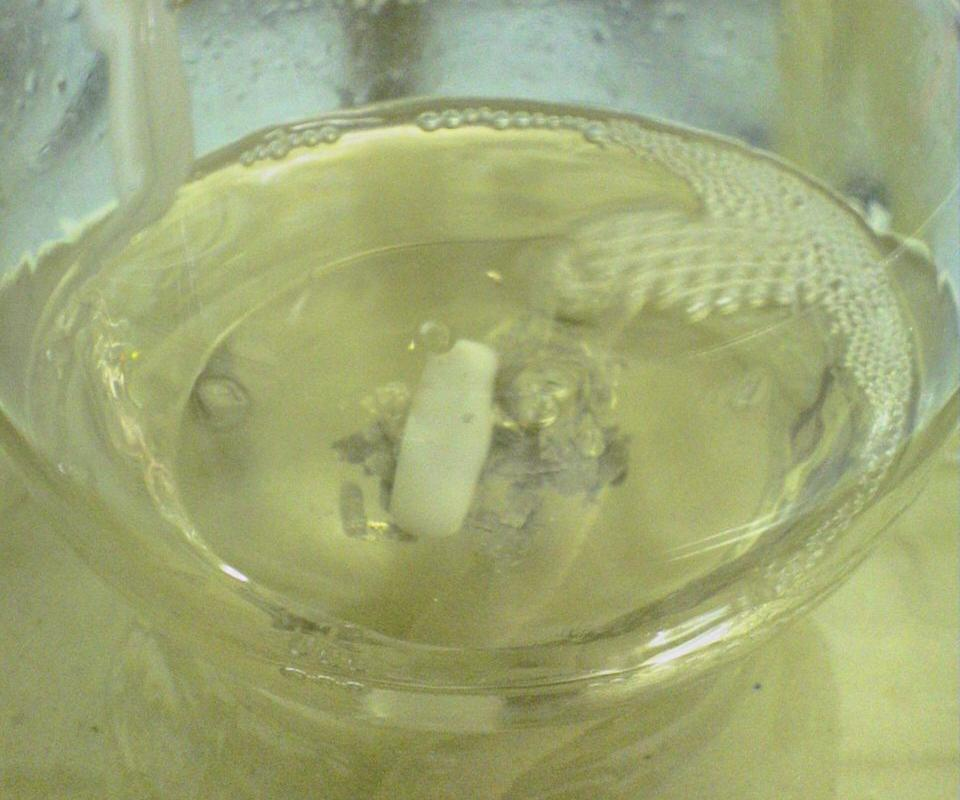
滴加完成之后，持续加热一会
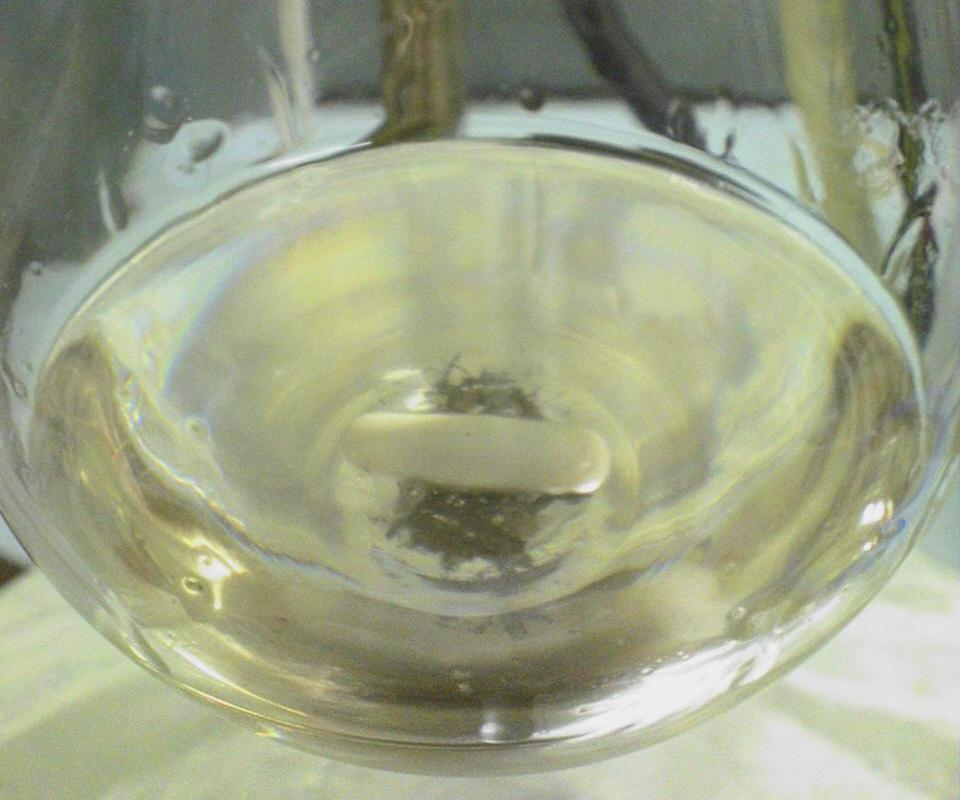
格氏试剂制备完成，烧瓶之中仍剩下少量未反应的镁屑
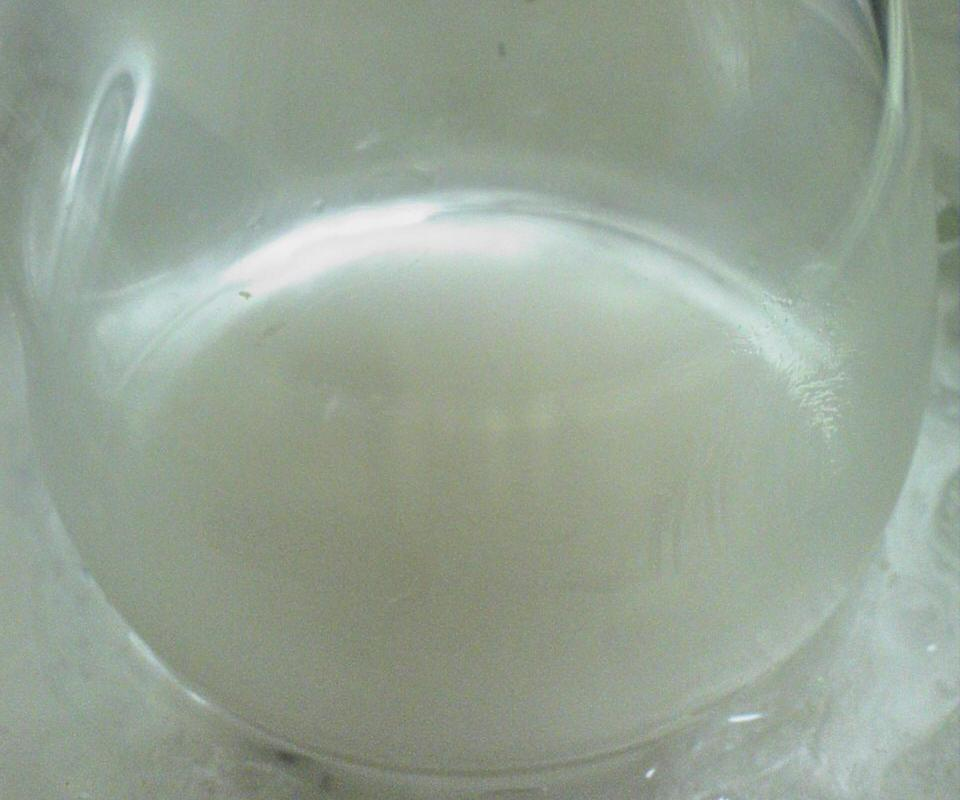
在加入羰基化合物之前，将制备好的格氏试剂降温到0℃；由于降温格氏试剂沉淀析出，溶液呈现悬浮状
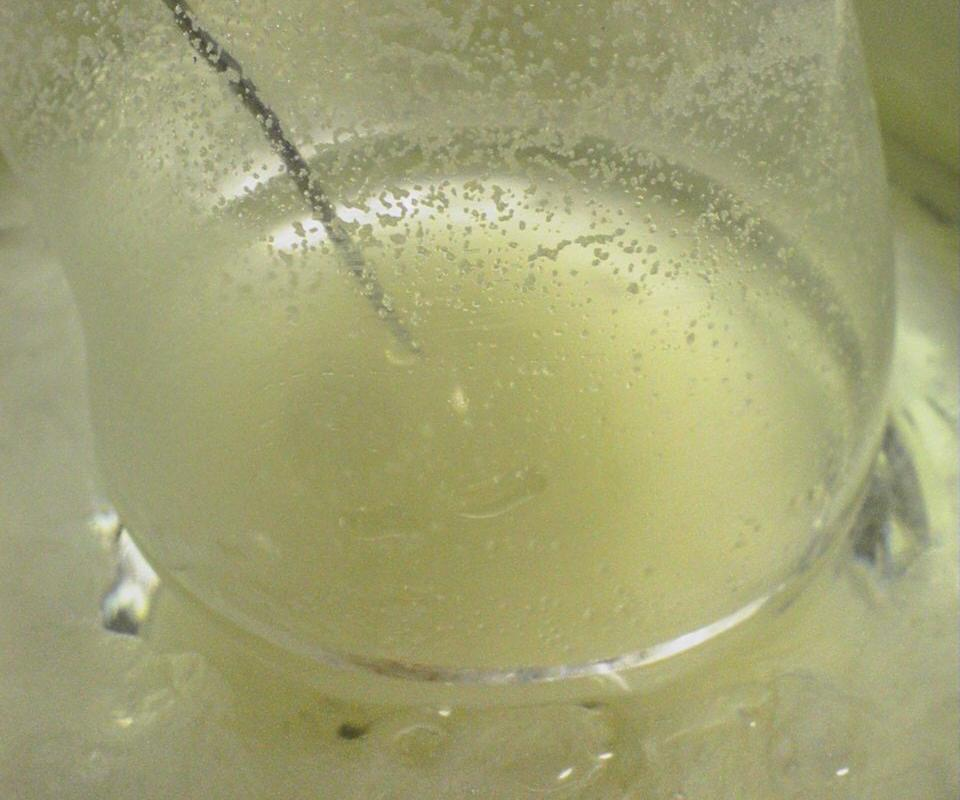
将羰基化合物加入到格氏试剂之中
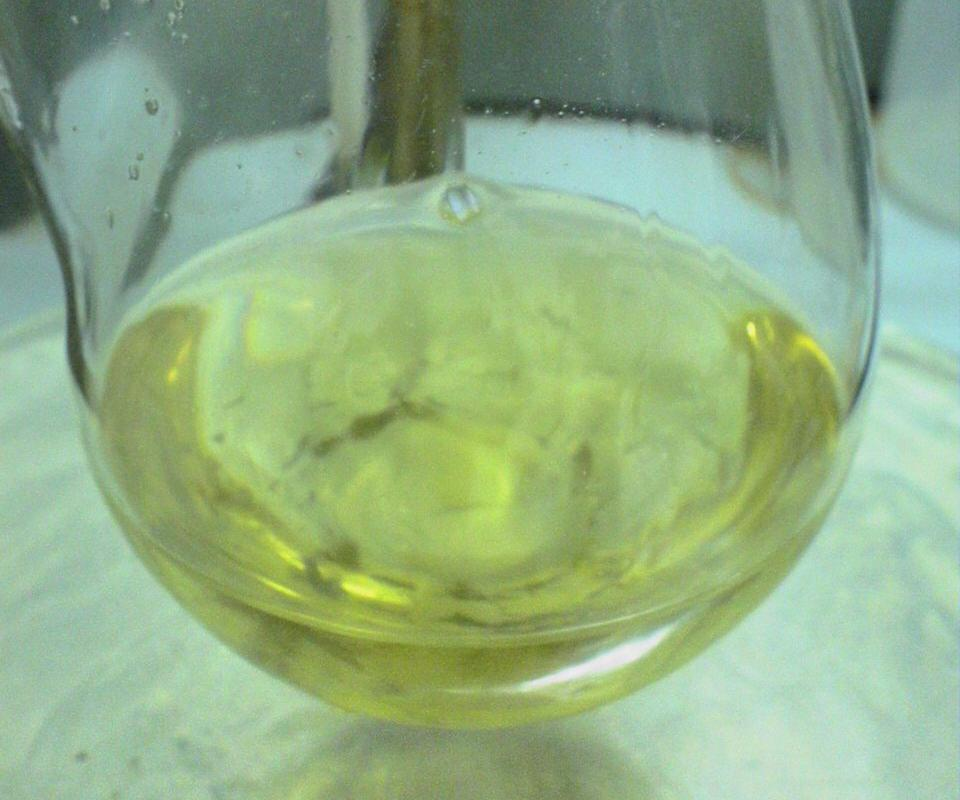
将溶液回升到室温，反应结束